# Friedrich Wiegand

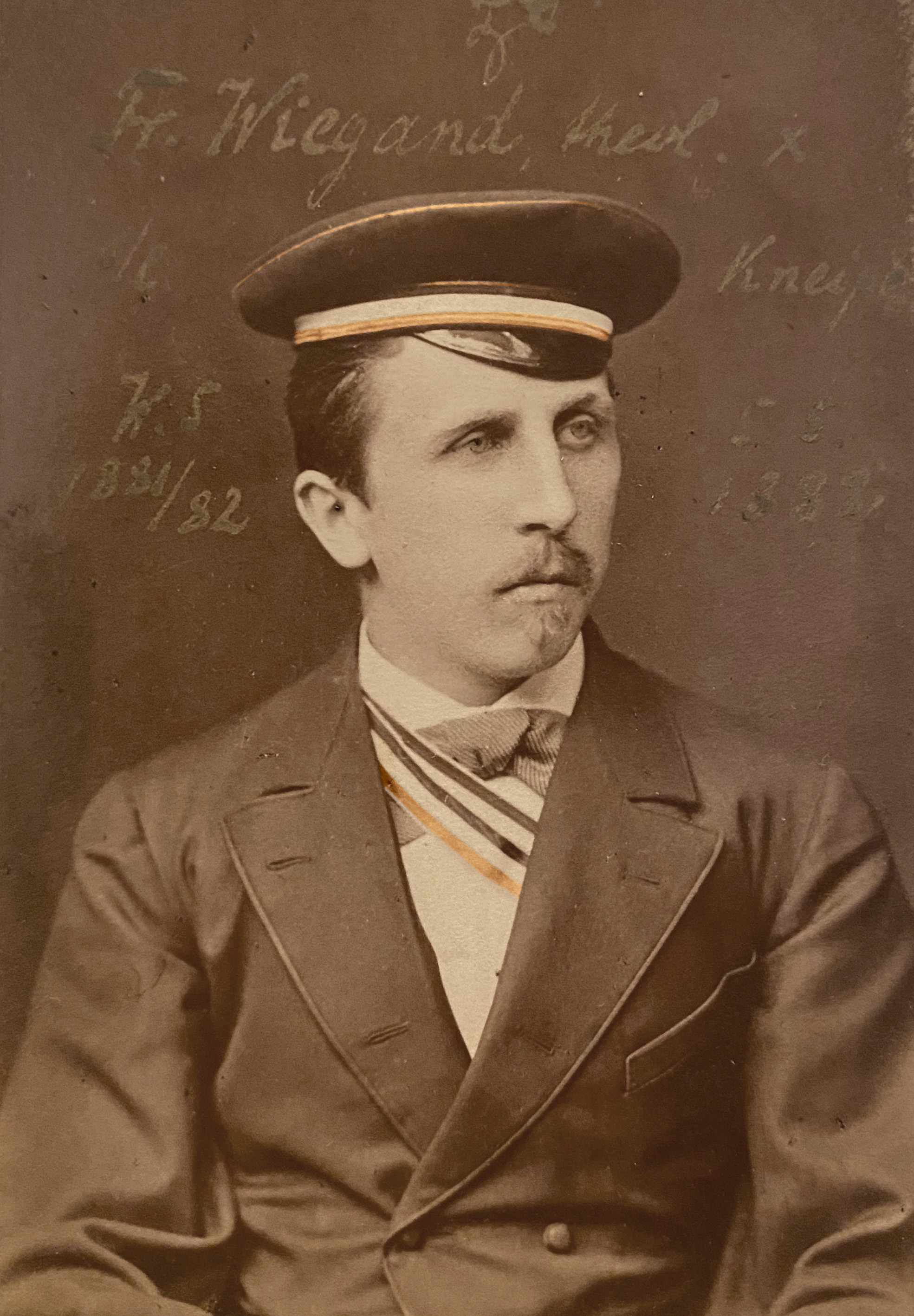
Friedrich Wiegand als Erlanger Student

Friedrich Ludwig Leonhard Wiegand (* 14. Oktober 1860 in Hanau; † 5. Januar 1934 in München) war ein deutscher evangelisch-lutherischer Theologe und Hochschullehrer.

## Leben
Nach seinem theologischen Examen arbeitete Wiegand von 1883 bis 1886 als Lehrer am Evangelisch-lutherischen Missionsseminar in Leipzig. An der Universität Leipzig wurde er 1886 zum Dr. phil. promoviert. 1891 folgte die Promotion zum Lizentiaten der Theologie und die Habilitation an der Universität Erlangen. Nach Lehrtätigkeit als Privatdozent und als außerordentlicher Professor für Kirchengeschichte und Christliche Kunst in Erlangen wurde Wiegand 1902 als außerordentlicher Professor für Kirchengeschichte an die Universität Marburg berufen. Ab 1906 hatte er den Lehrstuhl für Kirchengeschichte an der Universität Greifswald inne. 1914 und 1915 wurde er hier zum Rektor gewählt. Nach seiner Emeritierung 1926 lebte Wiegand in Nürnberg. Er war ein Vertreter der modern-positiven Theologie.
Die Kaiserliche Universität Dorpat zeichnete Wiegand 1902 mit der Ehrendoktorwürde aus. Er war Mitglied des Leipziger, Erlanger, Marburger und Greifswalder Wingolf.

## Schriften (Auswahl)
- Der Erzengel Michael unter Berücksichtigung der byzantinischen, alt-italienischen und romanischen Kunst – ikonographisch dargestellt. Leipzig 1886
- De ecclesiae notione quid Wiclif docuerit. Leipzig 1891 (Erlangen, Univ., Habil.-Schr., 1891)
- Das Homiliarium Karls des Großen : auf seine ursprüngliche Gestalt hin untersucht. Leipzig 1897 (Neudr. Aalen : Scientia Verl., 1972)
- Die Stellung des apostolischen Symbols im kirchlichen Leben des Mittelalters. Leipzig 1899 (Neudr. Aalen : Scientia Verl., 1972)
- Erzbischof Odilbert von Mailand ueber die Taufe : ein Beitrag zur Geschichte der Taufliturgie im Zeitalter Karls des Großen. Dietrich: Leipzig 1899 (Neudr. Scientia Verl.: Aalen, 1972)
- Das apostolische Symbol im Mittelalter: Eine Skizze. Gießen 1904 (= Vorträge der theologischen Konferenz zu Gießen, 21. Folge)
- Dogmengeschichte der alten Kirche. Quelle & Meyer: Leipzig 1912
- Dogmengeschichte des Mittelalters und der Neuzeit. Quelle & Meyer: Leipzig 1919
- Siebenhundert Jahre baltischer Kirchengeschichte. Bertelsmann: Gütersloh 1921
- Dante und Kaiser Heinrich VII. Verlag Dr. K. Moninger: Greifswald 1922
- Fürstbischof Graf Leopold von Sedlnitzki. Berlin 1925
- Die Jesuiten. Quelle & Meyer: Leipzig 1926
- Dogmengeschichte. 3 Bände, Berlin 1928/29

Als Herausgeber
- Kirchliche Bewegungen der Gegenwart : eine Sammlung von Aktenstücken. Dieterich: Leipzig; Teil 1: 1907, Teil 2: 1908
- Aus dem Leben Caspar David Friedrichs – Geschwisterbriefe ; [Festgabe zum 150. Geburtstag Caspar David Friedrichs]. Bamberg, Greifswald 1924.